# Голова крестьянской девушки
«Голова крестьянской девушки» — картина первого крестьянского цикла Казимира Малевича.

## История

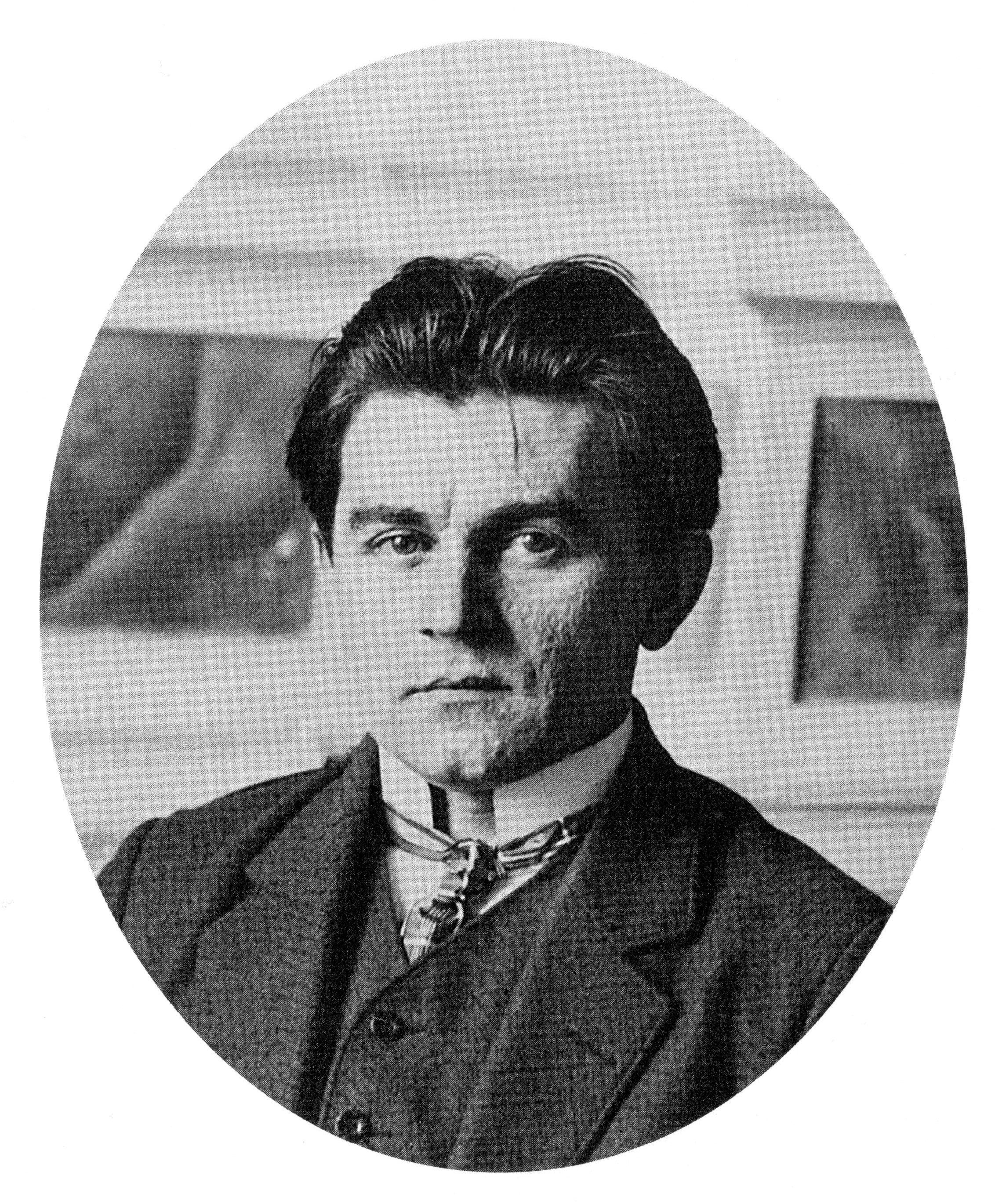
Казимир Малевич. Около 1912

«Голова крестьянской девушки» — одно из полотен, замыкавших первый крестьянский цикл. Картина была написана в 1913 году, однако сам Малевич датировал её 1912 годом. В «Голове крестьянской девушки» он соединяет абстрактное (геометрическое) и изобразительное, а для обозначения этого союза берёт термин «супранатурализм», то есть соединяющее супрематизм и натурализм. Датировка картины 1912 годом объясняется тем, что супранатурализм считается Малевичем предтечей супрематизма и относится к прошлому.

## Описание
В полотнах, замыкавших первую крестьянскую серию Малевича, цилиндры и конусы всё больше обособлялись от человеческих образов. Фигуры подчинялись собственным пульсации и
логике в пространственном расположении, рифмуясь или контрастируя друг с другом. Композиция больше тяготела к сложной пластической партитуре, насыщенной ритмическими повторами и столкновениями или мягкими созвучиями красок и линий.
Дальше всего в этом стремлении Малевич зашёл в «Голове крестьянской девушки», где он уравнял по цвету и фактуре фон, лицо, платок, одежду, разложив их на строгие геометрические конусообразные фигуры, из которых собирается условное изображение головы, которое как бы уподоблено цветку розы со свёртывающимися лепестками по краям бутона-лица.